# Ratpenat nassut petit
El ratpenat nassut petit (Leptonycteris yerbabuenae) és una espècie de ratpenat de la família dels fil·lostòmids.

## Taxonomia
Tot i que actualment és considerat una espècie, inicialment el ratpenat nassut petit fou considerat una subespècie del ratpenat nassut de Curaçao. Els amants dels ratpenats sovint es refereixen a aquesta espècie simplement amb el nom de Leptos, donat que són els més coneguts del seu gènere.

## Descripció
Els adults tenen el pelatge de color marró groguenc o gris a l'esquena, amb el ventre de color marró òxid. Té la cua curta i les orelles petites. Com tots els membres de la seva família, té una protuberància triangular que sobresurt de les fosses nasals.

## Distribució i hàbitat
Viuen en coves o mines abandonades al Salvador, Guatemala, Hondures, Mèxic i als Estats Units. Dins dels Estats Units, viu a Califòrnia, Arizona i Nou Mèxic.

## Comportament
A l'estiu migren cap als Estats Units, on donen a llum una única cria durant el maig. Passen l'hivern a Mèxic, on té lloc l'aparellament. Alguns no migren al nord i donen a llum a l'hivern, presumiblement després d'haver-se aparellat a l'estiu i d'un període de gestació d'uns 6 mesos.
Són importants pol·linitzadors de les plantes de les quals s'alimenten.

## Dieta
S'alimenta principal del nèctar de plantes com el saguaro, l'atzavara i altres espècies del gènere Agave.